# Uuden Musiikin Kilpailu
Uuden Musiikin Kilpailu (abrégé UMK, signifiant « Concours de nouvelle musique ») est un concours de chansons, organisé en Finlande par le télédiffuseur finlandais Yle.
La première édition de l'UMK eut lieu en 2012, et sert depuis de sélection nationale pour la Finlande au Concours Eurovision de la chanson, remplaçant l'émission Suomen euroviisukarsinta, qui était utilisée depuis 1961.

## Gagnants
| Année | Langue  | Chanson          | Traduction              | Artiste                       | Place (en demi-finale)                               | Score (en demi-finale)                               | Place (en finale)                                    | Score (en finale)                                    |
| ----- | ------- | ---------------- | ----------------------- | ----------------------------- | ---------------------------------------------------- | ---------------------------------------------------- | ---------------------------------------------------- | ---------------------------------------------------- |
| 2012  | Suédois | När jag blundar  | Quand je ferme les yeux | Pernilla Karlsson             | 12                                                   | 41                                                   | Non-qualifiée                                        | Non-qualifiée                                        |
| 2013  | Anglais | Marry Me         | Épouse-moi              | Krista Siegfrids              | 9                                                    | 64                                                   | 24                                                   | 13                                                   |
| 2014  | Anglais | Something Better | Quelque chose de mieux  | Softengine                    | 3                                                    | 97                                                   | 11                                                   | 72                                                   |
| 2015  | Finnois | Aina mun pitää   | Je dois toujours...     | Pertti Kurikan Nimipäivät     | 16                                                   | 13                                                   | Non-qualifiés                                        | Non-qualifiés                                        |
| 2016  | Anglais | Sing It Away     | Chante-le               | Sandhja                       | 15                                                   | 51                                                   | Non-qualifiés                                        | Non-qualifiés                                        |
| 2017  | Anglais | Blackbird        | Merle                   | Norma John                    | 12                                                   | 92                                                   | Non-qualifiés                                        | Non-qualifiés                                        |
| 2018  | Anglais | Monsters         | Monstres                | Saara Aalto                   | 10                                                   | 108                                                  | 25                                                   | 46                                                   |
| 2019  | Anglais | Look Away        | Détourne le regard      | Darude feat. Sebastian Rejman | 17                                                   | 23                                                   | Non-qualifiés                                        | Non-qualifiés                                        |
| 2020  | Anglais | Looking Back     | Regarder en arrière     | Aksel                         | Concours annulé en raison de la pandémie de Covid-19 | Concours annulé en raison de la pandémie de Covid-19 | Concours annulé en raison de la pandémie de Covid-19 | Concours annulé en raison de la pandémie de Covid-19 |
| 2021  | Anglais | Dark Side        | Côté obscur             | Blind Channel                 | 5                                                    | 234                                                  | 6                                                    | 301                                                  |
| 2022  | Anglais | Jezebel          | −                       | The Rasmus                    | 7                                                    | 162                                                  | 21                                                   | 38                                                   |
| 2023  | Finnois | Cha cha cha      | −                       | Käärijä                       | 1                                                    | 177                                                  | 2                                                    | 526                                                  |
| 2024  | Anglais | No Rules         | Pas de règles           | Windows95Man                  | 7                                                    | 59                                                   | 19                                                   | 38                                                   |
| 2025  | Finnois | Ich komme        | J'arrive                | Erika Vikman                  |                                                      |                                                      |                                                      |                                                      |

## Saisons

### Uuden Musiikin Kilpailu2012
La finale de l'UMK 2012 s'est déroulée au Helsingin Jäähalli, à Helsinki; où les six chansons finalistes ont été interprétées en direct. Les téléspectateurs ont ensuite pu élire la chanson gagnante. 
Les entractes de cette soirée furent The Rasmus, Anna Abreu et Paradise Oskar, ayant représenté la Finlande au Concours Eurovision de la chanson 2011.
À l'issue de la première manche de télévote furent qualifiés "När jag blundar" de Pernilla Karlsson, Laululeija de Stig et Lasikaupunki de Ville Eetvarti. La seconde manche a été remportée par Pernilla Karlsson et sa chanson När jag blundar, qui a par conséquent pu représenter la Finlande à l'Eurovision 2012.
| Ordre | Artiste           | Chanson                | Musique (m) / Paroles (p)                                  | Télévote | Télévote | Place |
| Ordre | Artiste           | Chanson                | Musique (m) / Paroles (p)                                  | Manche 1 | Manche 2 | Place |
| ----- | ----------------- | ---------------------- | ---------------------------------------------------------- | -------- | -------- | ----- |
| 1     | Iconcrash         | We Are The Night       | Janni Peuhu (m & p), Rory Winston (p)                      | ―        | ―        | ―     |
| 2     | Pernilla Karlsson | När jag blundar        | Jonas Karlsson (m & p)                                     | 29,8 %   | 53,4 %   | 1     |
| 3     | Mico Ikkonen      | Antaa mennä            | Lauri Hämäläinen (m & p), Mica Ikonen (m & p)              | ―        | ―        | ―     |
| 4     | Kaisa Vala        | Habits of Human Beings | Kaisa Vala (m & p)                                         | ―        | ―        | ―     |
| 5     | Stig              | Laululeija             | Matti Mikkola (m), DJPP (m), Paula Vesala (p)              | 17 %     | 27,8 %   | 3     |
| 6     | Ville Eetvartti   | Lasikaupunki           | Jyri Sariola (m), Tero Myllyvirta (p), Joni Pekkarinen (p) | 18 %     | 28,7 %   | 2     |

### Uuden Musiikin Kilpailu2013
La finale a eu lieu le 9 février 2013 à la Barona Areena à Espoo , où les huit chansons finalistes ont été interprétées. Le jury et les téléspectateurs ont ensuite sélectionné un gagnant. Les entractes ont été réalisés par Teflon Brothers et Stig, Pernilla Karlsson, la représentante finlandaise au Concours Eurovision de la chanson 2012, Hanna Pakarinen, qui avait représenté le pays en 2007, Emma Salokoski et Suvi Teräsniska. Après la combinaison des votes du jury (50 %) et du public (50 %), Krista Siegfrids  a remporté l'émission avec sa chanson Marry Me.
| Ordre | Artiste          | Chanson                         | Musique (m) / Paroles (p)                                                                             | Jury (50 %) | Télévote (50 %) | Total  | Place |
| ----- | ---------------- | ------------------------------- | --- | ----------- | --------------- | ------ | ----- |
| 1     | Arion            | Lost                            | Iivo Kaipainen (m & p)                                                                                | 13,5 %      | 7,0 %           | 10,2 % | 5     |
| 2     | Elina Orkoneva   | He's not my man                 | Elina Orkoneva (m & p)                                                                                | 11,5 %      | 5,2 %           | 8,4 %  | 6     |
| 3     | Lucy Was Driving | Dancing All Around The Universe | Lucy Was Driving (m), Otso Koskelo (p)                                                                | 9,6 %       | 1,4 %           | 5,6    | 7     |
| 4     | Krista Siegfrids | Marry Me                        | Krista Siegfrieds (m & p), Erik Nyholm (m & p), Kristofer Karlsson (m & p), Jessika Lundström (m & p) | 14,6 %      | 38,6 %          | 26,6 % | 1     |
| 5     | Last Panda       | Saturday Night Forever          | Henry Tikkanen (m & p), Aapo Immonen (m & p)                                                          | 9,2 %       | 1,4 %           | 5,3 %  | 8     |
| 6     | Mikael Saari     | We Should Be Through            | Mikael Saari (m & p)                                                                                  | 14,6 %      | 36,6 %          | 25,6 % | 2     |
| 7     | Great Wide North | Flags                           | Kaj Kiviniemi (m & p), Mika Kiviniemi (m)                                                             | 14,6 %      | 12,0 %          | 13,3 % | 4     |
| 8     | Diandra          | Colliding Into You              | Patrick Sarin (m), Leri Leskinen (m), Sharon Vaughn (p)                                               | 12,3 %      | 15,8 %          | 14,1 % | 3     |

### Uuden Musiikin Kilpailu2014
La finale a eu lieu le 1er février 2014, à la Barona Areena à Espoo. Les huit chansons finalistes ont été interprétées en direct, et la gagnante de l'UMK précédent, Krista Siegfrids, a interprété sa chanson Cinderella en entracte. À l'issue des deux tours de vote, le public a désigné pour gagnants le groupe Softengine avec leur chanson Something Better.
| Ordre | Artiste                      | Chanson          | T. Wirtanen | A. Puurtinen | T. Saarinen | Redrama | Total Jury | Jury (%) | Télévote (%) | Total   | Place |
| ----- | ---------------------------- | ---------------- | ----------- | ------------ | ----------- | ------- | ---------- | -------- | ------------ | ------- | ----- |
| 1     | Softengine                   | Something Better | 8           | 10           | 10          | 10      | 38         | 18,27 %  | 28,28 %      | 23,28 % | 1     |
| 2     | Hanna Sky                    | Hope             | 3           | 7            | 4           | 5       | 19         | 9,13 %   | ―            | 9,13 %  | 7     |
| 3     | MIAU                         | God/Drug         | 10          | 9            | 7           | 6       | 32         | 15,38 %  | 13,94 %      | 14,66 % | 3     |
| 4     | Lauri Mikkola                | Going Down       | 5           | 6            | 5           | 7       | 23         | 11,06 %  | ―            | 11,06 % | 5     |
| 5     | MadCraft                     | Shining Bright   | 4           | 3            | 3           | 3       | 13         | 6,25 %   | ―            | 6,25 %  | 8     |
| 6     | Mikko Pohjola                | Sängyn reunalla  | 9           | 8            | 9           | 9       | 35         | 16,83 %  | 19,48 %      | 18,16 % | 2     |
| 7     | Clarissa feat. Josh Standing | Top of the World | 6           | 4            | 6           | 4       | 20         | 9,62 %   | ―            | 9,62 %  | 6     |
| 8     | Hukka ja Mama                | Sejla            | 7           | 5            | 8           | 8       | 28         | 13,46 %  | ―            | 13,46 % | 4     |

### Uuden Musiikin Kilpailu2015
La quatrième saison de l'Uuden Musiikin Kilpailu a comporté trois demi-finales, les 7, 14 et 21 février 2015. La finale, quant à elle, fut diffusée le 28 février 2015. Cette dernière fut remportée par Pertti Kurikan Nimipäivät. 
| Ordre | Artiste                   | Chanson                       | Jury (10 %) | Télévote (90 %) | Total  | Place |
| ----- | ------------------------- | ----------------------------- | ----------- | --------------- | ------ | ----- |
| 1     | Shava                     | Ostarilla                     | 1,2 %       | 2,2 %           | 3,4 %  | 8     |
| 2     | Satin Circus              | Crossroads                    | 2,1 %       | 24,2 %          | 26,3 % | 2     |
| 3     | Solju                     | Hold your Colors              | 0,7 %       | 5,8 %           | 6,5 %  | 4     |
| 4     | Järjestyshärio            | Särkyneiden sydänten kulmilla | 0,9 %       | 2,4 %           | 3,3 %  | 9     |
| 5     | Norlan "El Misionario"    | No voy a llorar por ti        | 0,4 %       | 3,7 %           | 4,1 %  | 7     |
| 6     | Opera Skaala              | Heart of Light                | 1,6 %       | 6,7 %           | 8,3 %  | 3     |
| 7     | Jouni Aslak               | Lions/Lambs                   | 1,1 %       | 3,3 %           | 4,4 %  | 6     |
| 8     | Pertti Kurikan Nimipäivät | Aina mun pitää                | 1,2 %       | 36,2 %          | 37,4 % | 1     |
| 9     | Angelo De Nile            | All for Victory               | 0,8 %       | 5,5 %           | 6,3 %  | 5     |

### Uuden Musiikin Kilpailu2016
Les trois demi-finales de l'UMK 2016 se sont déroulées les 6, 13 et 20 février. La finale, quant à elle, s'est déroulée le 27 février 2016, et a été remportée par Sandhja.
| Ordre | Artiste                   | Chanson                 | Jury | Télévote      | Télévote       | Télévote          | Télévote | Total | Place |
| Ordre | Artiste                   | Chanson                 | Jury | Avant le show | Durant le show | Pourcentage total | Points   | Total | Place |
| ----- | ------------------------- | ----------------------- | ---- | ------------- | -------------- | ----------------- | -------- | ----- | ----- |
| 1     | Cristal Snow              | Love Is Blind           | 41   | 12 %          | 9 %            | 9,1 %             | 39       | 80    | 6     |
| 2     | Stella Christine          | Ain't Got Time For Boys | 19   | 6 %           | 7 %            | 6,5 %             | 28       | 47    | 8     |
| 3     | Annica Milán & Kimmo Blom | Good Enough             | 35   | 10 %          | 11 %           | 10,7 %            | 46       | 81    | 5     |
| 4     | Eini                      | Draamaa                 | 32   | 4 %           | 7 %            | 6,7 %             | 29       | 61    | 7     |
| 5     | Barbe-Q-Barbies           | Let Me Out              | 46   | 12 %          | 9 %            | 9,1 %             | 39       | 85    | 4     |
| 6     | Tuuli Okkonen             | Don't Wake Me Up        | 20   | 4 %           | 5 %            | 4,9 %             | 21       | 41    | 9     |
| 7     | Sandhja                   | Sing It Away            | 98   | 16 %          | 14 %           | 14,4 %            | 62       | 160   | 1     |
| 8     | Saara Aalto               | No Fear                 | 67   | 11 %          | 21 %           | 20,2 %            | 87       | 154   | 2     |
| 9     | Mikael Saari              | On It Goes              | 75   | 25 %          | 17 %           | 18,4 %            | 79       | 151   | 3     |

### Uuden Musiikin Kilpailu2017
Il a été confirmé que la Finlande participerait à l'Eurovision 2017, et que le pays utiliserait l'Uuden Musiikin Kilpailu pour sélectionner son représentant. Krista Siegfrids a été annoncée comme animatrice de la soirée. Contrairement aux versions depuis 2013, il n'y a pas  de demi-finale. L'émission comportait des jurys européens, contrairement aux éditions depuis 2015, où les jurys étaient tous finlandais. Cette émission a eu lieu dans la Barona Areena, à Espoo. Elle a été remportée par le duo Norma John et leur chanson Blackbird.
| Ordre | Artiste                                   | Chanson               | Jury | Télévote | Total | Place |
| ----- | ----------------------------------------- | --------------------- | ---- | -------- | ----- | ----- |
| 1     | Emma                                      | Circle of Light       | 53   | 53       | 106   | 3     |
| 2     | Alva                                      | Arrows                | 15   | 48       | 63    | 6     |
| 3     | Günther & D'Sanz                          | Love Yourself         | 37   | 45       | 82    | 5     |
| 4     | Anni Saikku                               | Reach Out for the Sun | 43   | 16       | 59    | 7     |
| 5     | Knucklebone Oscar & The Shangri-La Rubies | Caveman               | 5    | 13       | 18    | 10    |
| 6     | Norma John                                | Blackbird             | 94   | 88       | 192   | 1     |
| 7     | Lauri Yrjölä                              | Helppo Elämä          | 43   | 15       | 58    | 8     |
| 8     | Club La Persé                             | My Little World       | 21   | 29       | 50    | 9     |
| 9     | Zühlke                                    | Perfect Villain       | 74   | 71       | 145   | 2     |
| 10    | My First Band                             | Paradise              | 45   | 52       | 97    | 4     |

### Uuden Musiikin Kilpailu2018
Le 27 janvier 2017, la télévision finlandaise Yle annonce la participation finlandaise au Concours Eurovision de la chanson 2018. Yle révèle ensuite, le 7 novembre 2017 lors d'une conférence de presse diffusée en direct sur les réseaux sociaux, que la chanteuse Saara Aalto a été sélectionnée internement pour représenter la Finlande au Concours Eurovision de la chanson 2018 et que la chanson sera sélectionnée parmi trois chansons lors de l'UMK 2018. Le 14 du même mois, Saara annonce via son compte Twitter que la sélection aura lieu le 3 mars 2018 dans la Metro Arena de la ville d'Espoo. La première chanson, intitulée "Monsters", sort le 9 février 2018.
Le 15 février 2018, la deuxième chanson, intitulée "Domino", sort.
La troisième et dernière chanson, Queens, sort le 22 février 2018. La sélection est diffusée sur Yle, et est présentée par Krista Siegfrids et Mikko Silvennoinen. Lors de celle-ci, un jury international et le public sélectionneront la chanson gagnante. 
C'est finalement Monsters qui a été sélectionnée pour représenter la Finlande à Lisbonne, lors de la première demi-finale le 8 mai 2018. Saara Aalto se qualifie de justesse pour la finale du 12 mai 2018 en terminant 10e de sa demi-finale sur dix places disponibles. Lors de la finale le 12 mai 2018, la chanson est classée avant-dernière, en 25e position. 
| Ordre | Titre    | Auteurs/compositeurs                                                    | Jury | Télévote | Total | Place |
| ----- | -------- | ----------------------------------------------------------------------- | ---- | -------- | ----- | ----- |
| 1     | Monsters | Saara Aalto, Joy Deb, Linnea Deb, Ki Fitzgerald                         | 88   | 95       | 183   | 1re   |
| 2     | Domino   | Saara Aalto, Thomas G:son, Bobby Ljunggren, Johnny Sanchez, Will Taylor | 84   | 75       | 159   | 2e    |
| 3     | Queens   | Saara Aalto, Farley Arvidsson, Charlie Walsh, Tom Aspaul                | 68   | 70       | 138   | 3e    |

### Uuden Musiikin Kilpailu2019
Le diffuseur Yle annonce le 15 mai 2018 la participation de la Finlande au Concours Eurovision de la chanson 2019. Il est plus tard annoncé que le format de sélection resterait le même que l'année précédente : un artiste sélectionné en interne participerait à l'Uuden Musiikin Kilpailu avec trois chansons. 
Le 29 janvier 2019, il est révélé que l'artiste sélectionné est le DJ Darude, avec le chanteur Sebastian Rejman. Les trois chansons sortent les 8, 15 et 22 février avec leurs clips respectifs et sont respectivement intitulées Release Me, Superman et Look Away,,.
L'émission a eu lieu le 2 mars 2019 au Logomo de Turku, présentée à nouveau par Krista Siegfrids et Mikko Silvennoinen. 
C'est la chanson Look Away qui est finalement selectionnée pour représenter le pays à Tel-Aviv, lors de la première demi-finale le 14 mai 2019. Darude et Sebastian Rejman ne parviennent pas à se qualifier pour la finale et finissent derniers de leur demi-finale, soit 17es avec seulement 23 points. 
| Ordre | Titre      | Auteurs/compositeurs                              | Jury | Télévote | Total | Place |
| ----- | ---------- | ------------------------------------------------- | ---- | -------- | ----- | ----- |
| 1     | Release Me | Ville Virtanen, Jaakko Manninen, Brandyn Burnette | 70   | 19       | 89    | 3e    |
| 2     | Superman   | Ville Virtanen, Chris Hopes, Thom Bridge          | 74   | 73       | 147   | 2e    |
| 3     | Look Away  | Ville Virtanen, Sebastian Rejman                  | 96   | 148      | 244   | 1re   |

### Uuden Musiikin Kilpailu2020
Le diffuseur finlandais Yle annonce le 3 juin 2019, parallèlement à la participation du pays au Concours 2020, le retour au format d'origine de la sélection. Plusieurs artistes se voient donc concourir pour tenter de représenter la Finlande. Aksel Kankaanranta remporte la sélection le 7 mars 2020 avec sa chanson Looking Back et un total de 170 points, jury et télévote confondus. Néanmoins, le Concours Eurovision de la chanson 2020 est annulé le 18 mars en raison de la pandémie de Covid-19, et Aksel Kankaanranta n'a pas pu représenter le pays.
| Ordre | Artiste            | Chanson              | Auteurs/compositeurs                                                                  | Jury | Télévote | Total | Place |
| ----- | ------------------ | -------------------- | ------------------------------------------------------------------------------------- | ---- | -------- | ----- | ----- |
| 1     | Catharina Zühlke   | Eternity             | Marcia "Misha" Sondeijker, Roel Rats, Josefine Myrberg, Henrik Tala, Catharina Zühlke | 42   | 24       | 66    | 5     |
| 2     | Erika Vikman       | Cicciolina           | Janne Rintala, Mika Laakkonen, Erika Vikman, Saskia Vanhalakka                        | 58   | 99       | 157   | 2     |
| 3     | Aksel Kankaanranta | Looking Back         | Joonas Angeria, Whitney Phillips, Connor McDonough, Riley McDonough, Toby McDonough   | 76   | 94       | 170   | 1     |
| 4     | F3M                | Bananas              | Olli Äkräs, Hanna Ollikainen, Rafael Elivuo                                           | 64   | 20       | 84    | 4     |
| 5     | Sansa              | Lover View           | Sansa, Yotto, Anton Sonin                                                             | 30   | 6        | 36    | 6     |
| 6     | Tika               | I Let My Heart Break | Neea Jokinen, Timo Oiva, Oliver@ i-One Music, Lotus Wang                              | 50   | 77       | 127   | 3     |

### Uuden Musiikin Kilpailu2021
La finale a eu lieu le 20 février 2021, dans le studio de télévision Mediapolis à Tampere. En raison de la pandémie de Covid-19, il n'y aura pas de public.
Le show est présenté pour la première fois par Antti Tuisku et commenté en finnois par Mikko Silvennoinen, en suédois par Johan Lindroos et Eva Frantz, en russe par Levan Tvaltvadze et, pour la première fois, en anglais par Katri Norrlin et Jani Kareinen.
Les artistes avaient du 1er septembre 2020 au 7 septembre 2020 pour soumettre leurs chansons.
Cette édition est remportée par le groupe Blind Channel et leur chanson Dark Side, qui représenteront donc la Finlande au Concours Eurovision de la chanson 2021, à Rotterdam aux Pays-Bas.
| Ordre | Artiste                   | Chanson                              | Auteurs/compositeurs                                                                           | Jury | Télévote | Total | Place |
| ----- | ------------------------- | ------------------------------------ | ---------------------------------------------------------------------------------------------- | ---- | -------- | ----- | ----- |
| 1     | Teflon Brothers & Pandora | I Love You                           | Jaakko Salovaara, Axel Ehnström, Mikko Kuoppala, Heikki Kuula, Jani Tuohimaa, Anneli Magnusson | 30   | 150      | 180   | 2     |
| 2     | Aksel Kankaanranta        | Hurt                                 | Gerard O'Connell, Kalle Lindroth, Joonas Angeria                                               | 56   | 52       | 108   | 5     |
| 3     | Laura                     | Play                                 | Karl-Ander Reismann, Reinis Straume, Laura Põldvere                                            | 4    | 9        | 13    | 7     |
| 4     | Danny                     | Sinä päivänä kun kaikki rakastaa mua | Janne Rintala                                                                                  | 22   | 38       | 60    | 5     |
| 5     | Oskr                      | Lie                                  | Oskari Ruohonen, Joonas Angeria, David Pramik                                                  | 62   | 53       | 115   | 4     |
| 6     | Blind Channel             | Dark Side                            | Aleksi Kaunisvesi, Joonas Porko, Joel Hokka, Niko Moilanen, Olli Matela                        | 72   | 479      | 551   | 1     |
| 7     | Ilta                      | Kelle mä soitan?                     | Ilta Fuchs, Väinö Wallenius, Jouni Aslak, Tuomas Kauhanen                                      | 48   | 101      | 149   | 3     |

### Uuden Musiikin Kilpailu2022
La finale a lieu le 26 février 2022, au Logomo à Turku et est présentée par la chanteuse Paula Vesala et la youtubeuse Miisa Rotola-Pukkila.
Le show est commenté en finnois par Mikko Silvennoinen, en suédois par Johan Lindroos et Eva Frantz, en russe par Levan Tvaltvadze et en anglais par Katri Norrlin et Jani Kareinen. De plus, pour la première fois, des commentaires seront assurés en finnois simple par Margit Alasalmi et Pertti Seppä, en same du Nord par Linda Sammela et en same d'Inari par Heli Huovinen.
C'est le groupe The Rasmus qui remporte cette édition avec leur chanson Jezebel, et qui représentent par conséquent la Finlande au Concours Eurovision de la chanson 2022, à Turin en Italie.
| Ordre | Artiste        | Chanson                  | Auteurs/compositeurs                                                                              | Jury | Télévote | Total | Place |
| ----- | -------------- | ------------------------ | ------------------------------------------------------------------------------------------------- | ---- | -------- | ----- | ----- |
| 1     | The Rasmus     | Jezebel                  | Lauri Ylönen, Desmond Child                                                                       | 68   | 242      | 310   | 1     |
| 2     | Isaac Sene     | Kuuma jäbä               | Isaac Sene, Yrjänä                                                                                | 28   | 99       | 127   | 5     |
| 3     | Olivera        | Thank God I'm an Atheist | Katriina Ullakko, Lenno Linjama, Alpo Nummelin                                                    | 46   | 121      | 167   | 4     |
| 4     | BESS           | Ram pam pam              | BESS, Jonas Olsson, Tomi Saario, Joonas Angeria                                                   | 56   | 148      | 204   | 3     |
| 5     | Younghearted   | Sun numero               | Reeta Huotarinen, Joonas Keronen, Vilma Lähteenmäki, Emil Korkiakoski, Atte Ranta, Ilkka Wirtanen | 40   | 51       | 91    | 6     |
| 6     | Cyan Kicks     | Hurricane                | Niila Perkkiö, Susanna Alexandra, Elize Ryd                                                       | 52   | 169      | 221   | 2     |
| 7     | Tommi Läntinen | Elämä kantaa mua         | Erno Laitinen, Tommi Läntinen, Leo Hakanen, Jere Marttila, Gabi Hakanen, Elli Haloo               | 4    | 52       | 56    | 7     |

### Uuden Musiikin Kilpailu2023
La douzième édition de l'Uuden Musiikin Kilpailu a lieu le 25 février 2023 en direct du Logomo de Turku. Le show est présenté par Samu Haber (en) et est diffusé sur Yle TV1.
Des commentaires sont disponibles, et sont apportés en finnois par Mikko Silvennoinen, en suédois par Johan Lindroos et Eva Frantz, en russe par Levan Tvaltvadze , en anglais par Jani Kareinen, en same du Nord par Linda Tammela et en same d'Inari par Heli Huovinen. De plus, pour la première fois, des commentaires seront assurés en langue des signes finnoise par Miquel Peltonen et en ukrainien par Galyna Sergeryeva.
À l'issue de la soirée, c'est Käärijä qui l'emporte avec sa chanson Cha cha cha, faisant de lui le représentant de la Finlande au Concours Eurovision de la chanson 2023, à Liverpool au Royaume-Uni.
| Ordre | Interprète     | Titre                         | Auteurs                                                           | Score      | Score          | Score          | Score | Place |
| Ordre | Interprète     | Titre                         | Auteurs                                                           | Jury (25%) | Télévote (75%) | Télévote (75%) | Total | Place |
| Ordre | Interprète     | Titre                         | Auteurs                                                           | Jury (25%) | %              | Points         | Total | Place |
| ----- | -------------- | ----------------------------- | ----------------------------------------------------------------- | ---------- | -------------- | -------------- | ----- | ----- |
| 1     | Robin Packalen | Girls Like You                | Joonas Parkkonen, Robin Packalen, Zoë Moss                        | 28         | 9,18 %         | 81             | 109   | 4     |
| 2     | Kuumaa         | Ylivoimainen                  | Aarni Soivio, Johannes Brotherus, Jonas Olsson, Jonttu Luhtavaara | 44         | 7,14 %         | 63             | 107   | 5     |
| 3     | Käärijä        | Cha cha cha                   | Aleksi Nurmi, Johannes Naukkarinen, Jere Pöyhönen                 | 72         | 52,95 %        | 467            | 539   | 1     |
| 4     | Keira          | No Business on the Dancefloor | Axel Ehnström, Jason OK, Teemu Brunila                            | 42         | 10,31 %        | 91             | 133   | 3     |
| 5     | Benjamin       | Hoida mut                     | Atso Soivio, Benjamin Peltonen, Iivari Suosalo                    | 34         | 3,62 %         | 32             | 66    | 7     |
| 6     | Lxandra        | Something to Lose             | Alexandra Lehti, Amy Kuney, Belinda Huang, Minna Koivisto         | 46         | 2,72 %         | 24             | 70    | 6     |
| 7     | Portion Boys   | Samaa taivasta katsotaan      | Mikael Forsby, Mikko Tamminen, Raimo Paavola                      | 28         | 14,06 %        | 124            | 152   | 2     |

### Uuden Musiikin Kilpailu2024
La treizième édition de l'Uuden Musiikin Kilpailu s'est tenue le 10 février 2024 à la Nokia Arena de Tampere. La soirée a été présentée par le chanteur Benjamin Peltonen et les actrices Pilvi Hämäläinen et Viivi Pumpanen, ancienne Miss Finlande.
Des commentaires sont apportés en finnois par Mikko Silvennoinen, en suédois par Johan Lindroos et Eva Frantz, en russe par Levan Tvaltvadze , en anglais par Jani Kareinen, en same du Nord par Linda Tammela, en same d'Inari par Heli Huovinen, en langue des signes finnoise par Miquel Peltonen et Silvia Belighti et en ukrainien par Galyna Sergeryeva.
L'émission est également retransmise à l'étranger: en Estonie sur TV3, où elle est commentée par Robin Juhkental et Anu Saagim, aux Pays-Bas sur OutTV où elle est commentée par Krista Siegfrids, et en Espagne sur Ten, avec des commentaires de Luis Mesa.
| Ordre | Interprète             | Titre               | Auteurs | Score      | Score          | Score          | Score | Place |
| Ordre | Interprète             | Titre               | Auteurs | Jury (25%) | Télévote (75%) | Télévote (75%) | Total | Place |
| Ordre | Interprète             | Titre               | Auteurs | Jury (25%) | %              | Points         | Total | Place |
| ----- | ---------------------- | ------------------- | --- | ---------- | -------------- | -------------- | ----- | ----- |
| 1     | Sini Sabotage          | Kuori mua           | - Aleksanteri Hulkko - Sini-Maria Makkonen - Sonny Kylä-Liuhala - Veikka Erkola - Vilma Virintie                 | 38         | 3.06 %         | 27             | 65    | 7     |
| 2     | Cyan Kicks             | Dancing with Demons | - Dan Lancaster - Elize Ryd - Niila Perkkiö - Sara Ryan - Susanna Alexandra                                      | 48         | 9.08 %         | 80             | 128   | 4     |
| 3     | Jesse Markin           | Glow                | - Jesse Markin - Totte Rautiainen                                                                                | 34         | 8.63 %         | 76             | 110   | 5     |
| 4     | Mikael Gabriel & nublu | Vox populi          | - Aniachunamoso Nnebedum - Elias Hjelm - Markkus Pulk - Mikael Gabriel - Omar Aberkane - Teemu Juhani Javanainen | 42         | 15.44 %        | 136            | 178   | 3     |
| 5     | Sara Siipola           | Paskana             | - Emmi Hakala - Kaisa Korhonen - Mikko Koivunen - Sara Siipola                                                   | 70         | 23.04 %        | 203            | 273   | 2     |
| 6     | Sexmane                | Mania               | - Daniel Okas - Edward Maximilian Sene - Jussi "Jussifer" Karvinen - Santeri Kauppinen                           | 34         | 8.40 %         | 74             | 108   | 6     |
| 7     | Windows95Man           | No Rules            | - Henri Piispanen - Jussi Roine - Teemu Keisteri                                                                 | 28         | 32.35 %        | 285            | 313   | 1     |

### Uuden Musiikin Kilpailu2025
La quatorzième édition de l'Uuden Musiikin Kilpailu se déroule le 8 février 2025 à la Nokia Arena de Tampere. Elle est présentée par Sanni et Jasmin Beloued.
Le 22 janvier 2025, le groupe One Morning Left, annoncé comme l'un des participants plus tôt en janvier avec la chanson Puppy, est disqualifié de la compétition. Le groupe annonce sa dissolution le jour même.
La sélection est remportée par Erika Vikman avec un total de 430 points, elle est par conséquent sélectionnée pour représenter la Finlande au concours Eurovision de la chanson 2025, à Bâle.

| Ordre | Interprète   | Titre             | Auteurs                                                                               | Score      | Score          | Score          | Score | Place |
| Ordre | Interprète   | Titre             | Auteurs                                                                               | Jury (25%) | Télévote (75%) | Télévote (75%) | Total | Place |
| Ordre | Interprète   | Titre             | Auteurs                                                                               | Jury (25%) | %              | Points         | Total | Place |
| ----- | ------------ | ----------------- | ------------------------------------------------------------------------------------- | ---------- | -------------- | -------------- | ----- | ----- |
| 1     | Costee       | Sekaisin          | - Jussi Tiainen - Teemu Javanainen - Tomi Tamminen                                    | 40         | 4,88 %         | 43             | 83    | 6     |
| 2     | NEEA RIVER   | Nightmares        | - Neea River - Ilkka Wirtanen - Petri Alanko                                          | 24         | 6,80 %         | 60             | 84    | 5     |
| 3     | Goldielocks  | Made Of           | - Ella Bine - Lauri Mäntynen - Topi Kilpinen                                          | 74         | 25,96 %        | 229            | 303   | 2     |
| 4     | VIIVI        | Aina              | - Antti Riihimäki - Emma Johanson - Joonas Keronen - Lauri Halavaara - Viivi Korhonen | 38         | 11,34 %        | 100            | 138   | 3     |
| 5     | Nelli Matula | Hitaammin hautaan | - Kaisa Korhonen - Antti Riihimäki - Nelli Matula - Los Rollos                        | 50         | 9,98 %         | 88             | 138   | 4     |
| 6     | Erika Vikman | ICH KOMME         | - ROOS+BERG                                                                           | 68         | 41,04 %        | 362            | 430   | 1     |